# 腺萼马蓝
腺萼马蓝（学名：Strobilanthes penstemonoides），又名温大青、野蓝靛、球花马蓝、大青草、小野红靛、红石蓝、蓝靛七、鸡骨草、铁脚灵仙、鸡腿牛膝等，为爵床科马蓝属下的一个种。

## 扩展阅读
- 維基物種上的相關：腺萼马蓝